# إكليل
الإكليل (الجمع: أَكَالِيْل) أو رُعْلَة زهور هو مجموعة من الأزهار أو الثمار أو أوراق أو أغصان الأشجار التي يتم ترتيبها على هيئة حلقة. استخدم الإكليل منذ القدم فكان يستعمل كتاج يرتديه النبلاء في الحضارة الإغريقية كذلك يستخدم في الهند للاحتفاء لتكريم شخص أو الأحتفاء به. أيضاً توضع الأكاليل على النصوب التذكارية أو مداخل المؤسسات العامة للزينة.

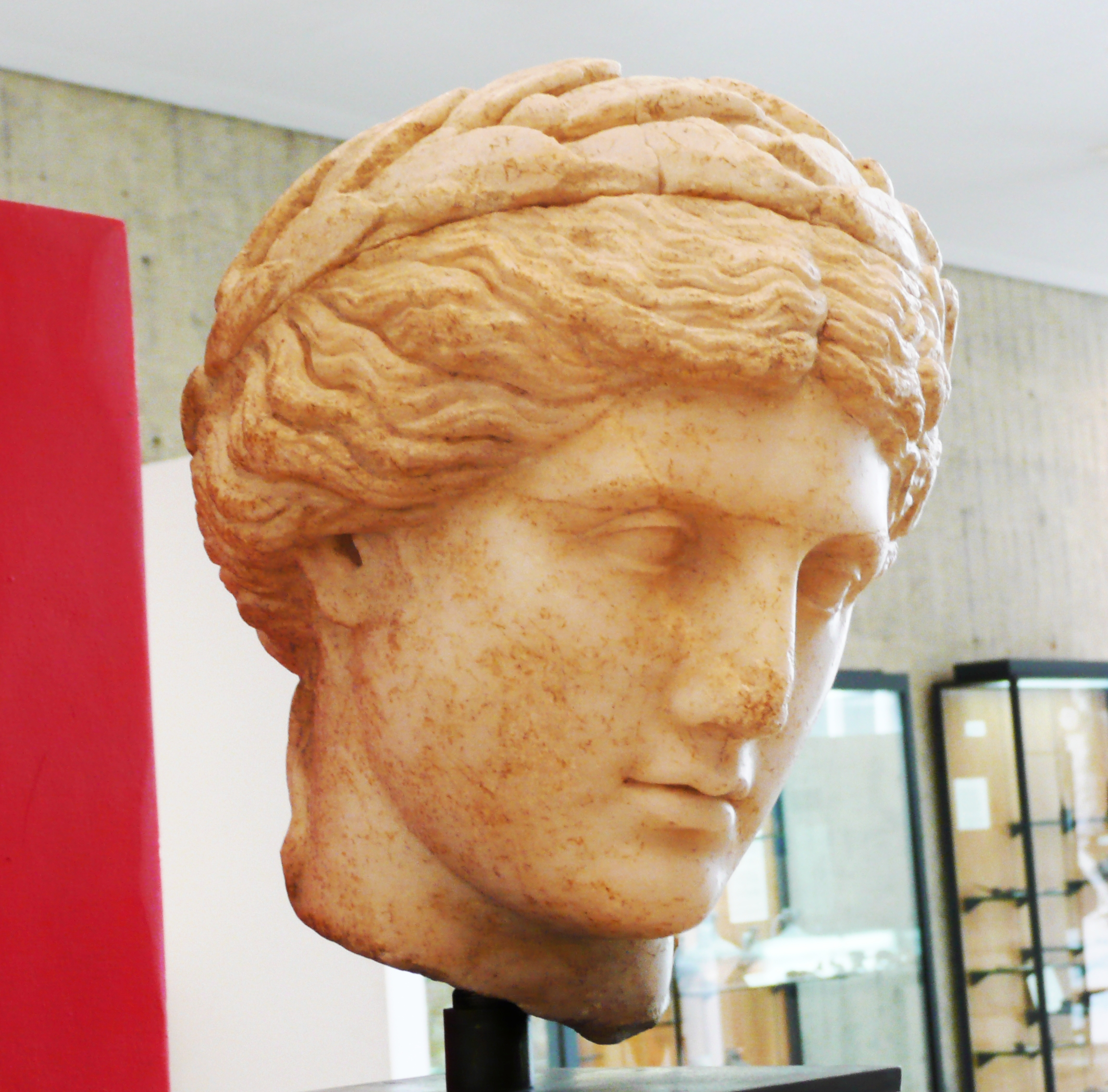
تمثال أبولو يرتدي إكليل الغار.

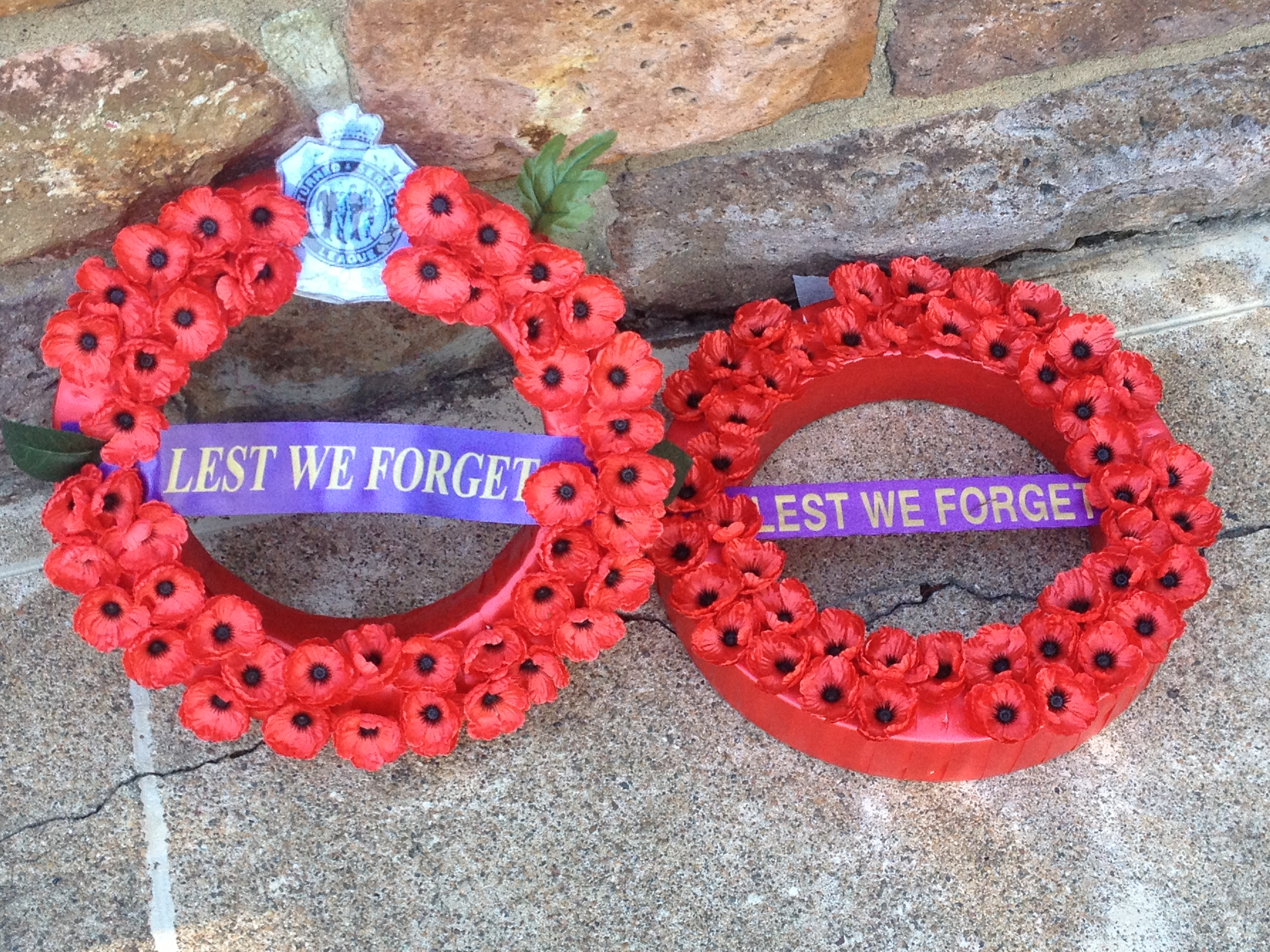
زوج من الأكاليل موضوع على نصب المحاربين في أستراليا.